# Штучна мова

Прапор штучних мов, придуманий передплатниками розсилки CONLANG. Прапор має вигляд Вавилонської вежі на тлі ранкового сонця

Шту́чна мо́ва, інші назви: Конла́нг, Конла́нґ, Conlа́ng (скор. від англ. Constructed language)  — це мова, чия фонологія, граматика та/або словниковий запас були цілеспрямовано створені особою чи групою осіб. Це відрізняє штучні мови від мов, які розвивались еволюційно (природні мови). Штучні мови створюються через багато причин: наприклад, щоб спростити спілкування між людьми (міжнародні мови), щоб додати реалізму вигаданому світу чи з інших естетичних міркувань (вигадані мови), для лінгвістичних експериментів (наприклад перевірки гіпотези Сепіра-Ворфа) чи для мовних ігор. Деякі люди також можуть створювати мови як хобі.
Також до штучних мов належать спеціалізовані знакові системи для запису необхідної інформації в певних галузях науки і техніки, наприклад, мови програмування.
Станом на 4 січня 2022 року, найпоширенішою штучною мовою з оригінальною літературою є есперанто.

## Огляд
Визначити поняття «штучні мови» може бути складно. Адже це мови, які не виникли самі собою (як природні), не з комунікативної потреби (як піджини та креольські), але які можуть бути використані для побутового спілкування між людьми (на відміну від мов програмування та інших науково-технічних систем).
Штучні мови, зазвичай, поділяють за двома критеріями: методикою та причиною створення. Виділяють:
- мови, створені апріорі — граматика та словниковий запас створюються з нуля, базуючись на уяві автора чи на певних розрахунках;

Прикладом апріорної та експериментальної мови є проєкт "URLCoFi" у Франкфуртському університеті ім. Ґете (Німеччина). На цій побудованій мові, що називається "Jucearm", вміст був розміщений в інтернеті, і в експерименті учасники повинні були знайти якомога більше вмісту мовою в інтернеті за допомогою списку слів. Проєкт мав на меті дослідити, як шукати та знаходити контент в інтернеті, а також обійти проблему "Precision-and-recall" за допомогою побудованої мови. 
Наприклад: "Famu siezbu wezä asj ziave ezbemesjaz, suzvazsobe ba lia zeboa fegle wemposowebu fezpe azpuzsaz suz iz wuane pez umodozesj."
- мови, створені апостеріорі — успадковують граматику та словниковий запас від природних мов. Вони також поділяються на натуралістичні (де природні слова залишають своє нормальне звучання й написання) і схематичні (які прагнуть максимальної стрункості своїх парадигм і мінімізувати кількість виключень із заздалегідь установлених правил)[4].

Прикладом апостеріорної мови є мова Гільдеґарди Бінгенської "Lingua Ignota". Мова заснована на латинській граматиці, і вона розробила близько 1000 неологізмів.
| Lingua Ignota | Українська |
| ------------- | ---------- |
| crizia        | церква     |
| diveliz       | диявол     |
| iminois       | людина     |

Есперанто вважається загалом схематичною мовою, інтерлінгва розглядається як натуралістична, а новіаль представляють як компроміс між обома видами.
Також існують штучні мови, що засновані на інших штучних мовах, здебільшого через розкол у спільноті; саме так від есперанто відкололися ідо, ексельсіоро, есперанто-сен-флексіо, сучасний есперанто, а від ідо — ідо-аванцит; мови «родини волапюк» — балта, велтпарл та ідіом-неутраль.

## Призначення
За призначенням штучні мови можна поділити на такі типи:
- Сконструйовані (експериментальні) мови: створені з метою експериментів у логіці, філософії чи лінгвістиці.
- Міжнародні допоміжні мови: створені з метою спрощення міжнародного спілкування.
- Вигадані мови: створені, щоб додати реалізму в вигаданий світ та з метою естетичного чи гумористичного ефекту.

Щоправда, межі між ними доволі розмиті та штучна мова може належати одночасно до кількох різних типів.
Існують мови, розроблені так, аби висловлювати максимум змісту з мінімальною складністю, наприклад, токі пона. 
На відміну від піджинів, штучні мови створюються навмисно, зазвичай — однією людиною, колективна мовотворчість (конлангінг) зустрічається значно рідше. 

## Створення штучної мови
Більшість сучасних конлангерів створюють мови у якості хобі, для вигаданої роботи або для особистого задоволення. Конлангери зазвичай створюють мови, визначаючи їх фонологію, синтаксис, граматику та інші властивості. Для цього потрібне принаймні елементарне розуміння лінгвістики.